# تحت الصفر (فلم 2021)
تحت الصفر (بالإسبانية: Below Zero) فيلم إثارة وجريمة ومغامرات إسباني لعام 2021 من إخراج لويس كويلز. كتب الفيلم فرناندو نافارو ولويز كويليز وبطولة خافيير جوتيريز وكارا إليجالدي.

## طاقم التمثيل
خافيير جوتيريز: في دور مارتن
كارا إليجالدي: في دور ميغيل
لويس كاليجو: في دور راميس
أندريه ديرجرودي: في دور جولم
ايزاك فريز: في دور مونتيسينوس
إدغار فيتورينو: في دور رايي
ميكيل جيلابيرت: في دور باردو
فلورين أوبريتيسكو: في دور ميهاي
باتريك جريادو: في دور نانو
كارلا شيوراتسو: في دور باربرا
إيفا مانجون: في دور إيلينا
أليكس مونير: في دور تشينو
بالاشتراك: انجل سولو - مارك بادرو - جون رود

## أحداث الفيلم
يظهر رجل في غابة مظلمة يعذب رجلاً آخر للحصول على معلومات، ويدفنه حياً عندما يدعي أنه لا يعرف مكان الجثة المفقودة.
يقوم ضابط الشرطة مارتن بتغيير إطار سيارته المثقوب، ثم يتلقى تعليمات لقيادة سيارة نقل السجناء في الليل، وعلى طريق منعزل، يعترض سير الشاحنة شريط ذو اسلاك شائكة على الأرض. يهبط مونتيسينو، ضابط الشرطة المرافق، من الشاحنة المدرعة لتقييم الوضع، ليواجه سيل من إطلاق الرصاص من سيارة على جانب الطريق في الغابة المظلمة. يسارع مارتن إلى حجرة السجناء حيث يتغلب عليه المحكوم عليهم. يدخل  ميغيل المهاجم الخارجي مقصورة الشاحنة ويشير من خلال اتصال تليفوني إلى أنه يلاحق سجينًا واحدًا على وجه الخصوص، ولعدم قدرته على فتح مقصورة السجناء المؤمنة، يقود الشاحنة إلى بحيرة متجمدة.
تأتي المواجهة، في النهاية، في قرية مهجورة على ضفاف البحيرة حيث يكشف ميغيل أنه فقد ابنته في جريمة اغتصاب، وأنه لم يتم العثور على جثتها، ومع وصول دعم الشرطة، يقرر مارتن في اللحظة الأخيرة الابتعاد عن إدانة ميغيل، ويضغط على نانو لانتزاع مكان جثة ابنة ميغيل التي تم التخلص منها.

## استقبال الفيلم
منح موقع الطماطم الفاسدة الفيلم تقييم مقداره 88% بناء على آراء 8 نقاد.
كتب روجر مور من موقع «موفي نيشان Movie nation»: «بسيط ووحشي ومروع»، ومنح الفيلم ثلاثة من أصل أربعة.
كتب جوني لوفتوس من موقع ديسايدر: «تحت الصفر يبني إحساسًا قويًا بالخطر منذ البداية».
كتبت فيوليتا كوفاسيكس على موقع سينمانيا الإسباني Cinemania: «مجموعة موهوبة من الممثلين».
كتب نيك روجرز من صحيفة ميدويست فيلم جورنال Midwest film journal: «لا يوجد تشابه سييء بين هذا الفيلم وأفلام» كون أير«و» الهجوم على منطقة 13«، والمخرج يقدم  جوًا لائقًا بميزانية محدودة. ولكن هناك أيضًا نقص في النص، مما يؤدي إلى اكتشافات مخيبة للآمال».

## وصلات خارجية
https://www.imdb.com/title/tt9845564/ تحت الصفر (فلم 2021)
https://www.netflix.com/sa-en/title/81038588 تحت الصفر (فلم 2021)
https://www.filmaffinity.com/us/film994765.html تحت الصفر (فلم 2021)